# Ranziger Trichterling
Der Ranzige Trichterling (Singerocybe phaeophthalma, Syn.: Clitocybe phaeophthalma, Clitocybe hydrogramma) ist eine Pilzart aus der Familie der Ritterlingsverwandten (Tricholomataceae). Die Fruchtkörper erscheinen von September bis November in Laubwäldern und wachsen dort in der Laubstreu. Der Ranzige Trichterling enthält Muscarin und ist daher giftig.

## Merkmale

### Makroskopische Merkmale
Der Hut ist 4–7 cm breit, flach niedergedrückt und in der Mitte leicht genabelt. Der Rand ist mehr oder weniger flatterig und im feuchten Zustand stark durchscheinend gerieft. Der hornbräunlich bis graubraun gefärbte Hut hat bisweilen eine gelbliche Tönung und blasst beim Eintrocknen weißlich aus. Die hygrophane und dennoch matte Oberfläche ist überwiegend feinsamtig und nicht schmierig.
Die ziemlich entfernt stehenden Lamellen sind zumindest feucht eher grau als weiß gefärbt und laufen kurz am Stiel herab. Das Sporenpulver ist weiß und inamyloid.
Der glatte, längsfaserige Stiel hat etwa die gleiche Farbe wie der Hut. Er ist ungefähr 5 cm lang und 0,5 cm breit. Die Stielbasis ist striegelig-filzig. Der Pilz riecht mehr oder weniger erdig bis ranzig-mehlig und schmeckt bitter. Der Geruch erinnert stark an den muffigen Geruch eines Hühnerstalls mit einer süßlich-ranzigen Komponente.

### Mikroskopische Merkmale
Die ellipsoiden bis tropfenförmigen Sporen sind 5,5–7 µm lang und 3–4,5 µm breit, farblos-hyalin, glatt und inamyloid. Eine Besonderheit sind zahlreiche angeschwollene, interkalare Zellen mit lichtbrechendem Inhalt in der Hutdeckschicht (siehe Abbildung unten rechts), die zudem die gesamte Gattung Singerocybe von der Gattung der Trichterlinge im engen Sinne (Clitocybe) abgrenzt.

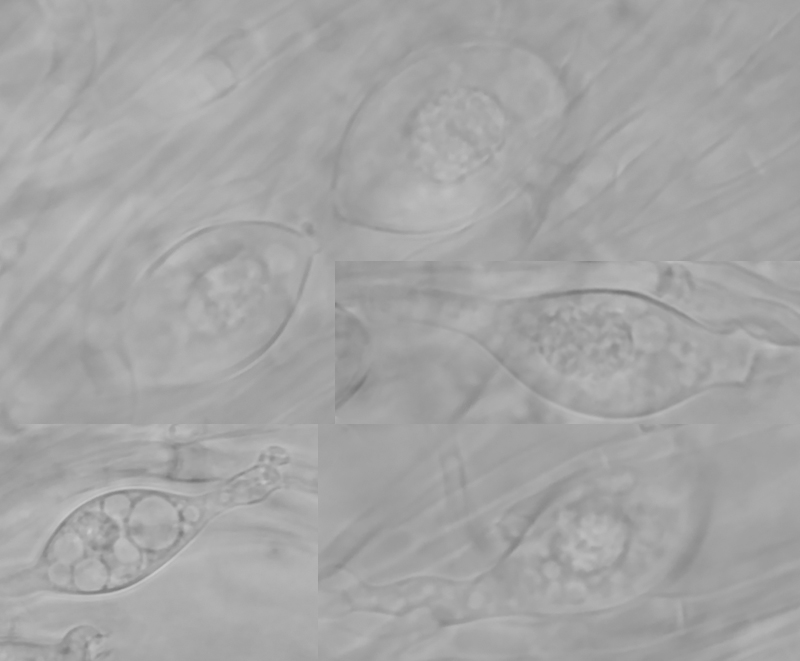
Angeschwollene Zellen der Hutdeckschicht von Singerocybe phaeophthalma

## Artabgrenzung
Die Vertreter der Gattung Singerocybe sind mit Hilfe des Mikroskops sehr leicht anhand der auffälligen, bis zu 30 × 20 µm großen Vesikel mit lichtbrechendem Inhalt, die zahlreich in der Hutdeckschicht auftreten, bestimmbar. Aus Europa sind nur zwei Arten bekannt: Der Ranzige Trichterling  und Singerocybe viscida. Letzterer ist ein Besiedler borealer Nadelwälder und wurde aus Finnland als in Fichtennadelstreu wachsend beschrieben. Er unterscheidet sich vom Ranzigen Trichterling neben dem Habitat auch durch blassere Farben, einen feucht schmierigen Hut, Sporen mit einem größeren Länge-Dicke-Quotient sowie durch dichter stehende, am Grund zudem anastomisierende Lamellen. Seine Sporenmaße liegen bei 5–5,7 × 2,6–3,7 µm.
Von Vertretern anderer Gattungen mit trichterlingsartigen Fruchtkörpern (z. B. Clitocybe) sind der Ranzige Trichterling und Singerocybe viscida durch ihren auffallend süßlich-ranzigen Geruch zu unterscheiden. Im Zweifelsfall kann die Bestimmung durch die mikroskopische Untersuchung der Hutdeckschicht überprüft werden.

## Ökologie und Verbreitung
Der Ranzige Trichterling ist häufig und wächst in Laubwäldern in der Laubstreu und bevorzugt basische Böden. Die Fruchtkörper erscheinen von September bis November.

## Systematik
Die Gattung Singerocybe enthält weltweit sieben Arten. Harri Harmaja schuf aufgrund der auffälligen, lichtbrechenden, angeschwollenen Zellen der Hutdeckschicht bereits in den 80er Jahren des letzten Jahrhunderts mit Singerocybe eine eigene Gattung, um entsprechende Arten aus der Gattung der Trichterlinge (Clitocybe) dort zu platzieren. Die Trichterlinge im engen Sinn gehören in die Familie der Ritterlingsverwandten (Tricholomataceae), was genetisch abgesichert ist, während sie im weiteren Sinn polyphyletisch sind. Die Gattung Singerocybe und damit auch der Ranzige Trichterling, steht genetisch zwar etwas von den Trichterlingen im engen Sinn entfernt, gehört jedoch noch zur gleichen Familie im weiteren Sinn. Bei einer engeren Definition der Ritterlingsverwandten (dann also im engeren Sinn) müssten die Trichterlinge und auch die Vertreter der Gattung Singerocybe in eine eigene Familie gestellt werden. Aus diesem Grund wird die Zuordnung zu einer Familie innerhalb der Champignonartigen (Agaricales) von manchen Autoren als incertae sedis offen gelassen.

## Bedeutung
Der Ranzige Trichterling enthält Muscarin und ist daher giftig.